# Cultus pilatus
Cultus pilatus és una espècie d'insecte plecòpter pertanyent a la família dels perlòdids.

## Hàbitat
En el seu estadi immadur és aquàtic i viu a l'aigua dolça, mentre que com a adult és terrestre i volador. Els adults emergeixen entre l'abril i mitjan agost.

## Distribució geogràfica
Es troba a Nord-amèrica: l'oest del Canadà (la Colúmbia Britànica i el Yukon) i els Estats Units (Califòrnia, Colorado, Idaho, Montana, Oregon i Washington), incloent-hi les muntanyes Rocoses, la Serralada de les Cascades i les muntanyes de la Costa.